# Анализа скрипта
Анализа скрипта је метод откривања раних одлука, донетих несвесно, о томе како ће се живети живот. То је један од принципа трансакционе анализе. Ерик Берн, отац трансакционе анализе, се кроз анализу скрипта фокусирао на индивидуалну и групну психотерапију, али се анализа скрипта разматра и у организационом окружењу, образовном окружењу и окружењу усавршавања вештина кроз тренинге.
Сврха анализе скрипта је помоћи клијенту (појединцу или организацији) да постигне аутономију препознавањем утицаја свог скрипта на своје вредности, одлуке, понашања.
Анализа скрипта на индивидуалном нивоу започиње анализирањем раних трансакција између мајке, оца и детета. Аналитичари скрипта раде на претпоставци да је понашање људи делимично програмирано животним планом утврђеним у раном животу. Међутим, скрипт се може мењати, јер вредности стечене на тај начин нису урођене, већ су научене. 

## Победници и губитници
Берн је веровао да се од најранијих месеци дете учи не само шта треба да ради, већ и шта да види, чује, додирне, мисли и осети. Свака особа на тај начин наврши пет или шест година живота са животним планом који су му у великој мери диктирали родитељи. Тај план му говори како ће наставити свој живот и како ће га завршити, као победник или губитник. Односно, детету се дају информације како о себи, тако и о спољном свету (које могу бити тачне или нетачне) од стране родитеља, са којима родитељ охрабрује дете да користи ове информације да би се одлучило како да живи.
За Берна је победник дефинисан као особа која испуњава свој уговор са светом и са самим собом, а циљ психотерапије је разбити скрипт и претворити губитнике у победнике.

## Критика
Фанита Енглиш сматрала је да се „Берне превише трудио да анализу скрипта претвори у науку и да је осмислио превише технички систем за анализу животног плана”.
Други су говоили да је „анализа скрипта превише психоаналитичка и претерано редукционистичка”.